# Innaarsuit
Innaarsuit és un assentament insular del municipi d'Avannaata al nord-oest de Groenlàndia, situat en una illa del mateix nom, l'assentament tenia 180 habitants el 2020.

## 2018 Iceberg
El juliol de 2018, un iceberg inusualment gran va aparèixer a la costa d'Innaarsuit. Alguns residents van ser evacuats en cas que l'iceberg acabes provocant una onada que podria inundar l'assentament.